# Granizo blando

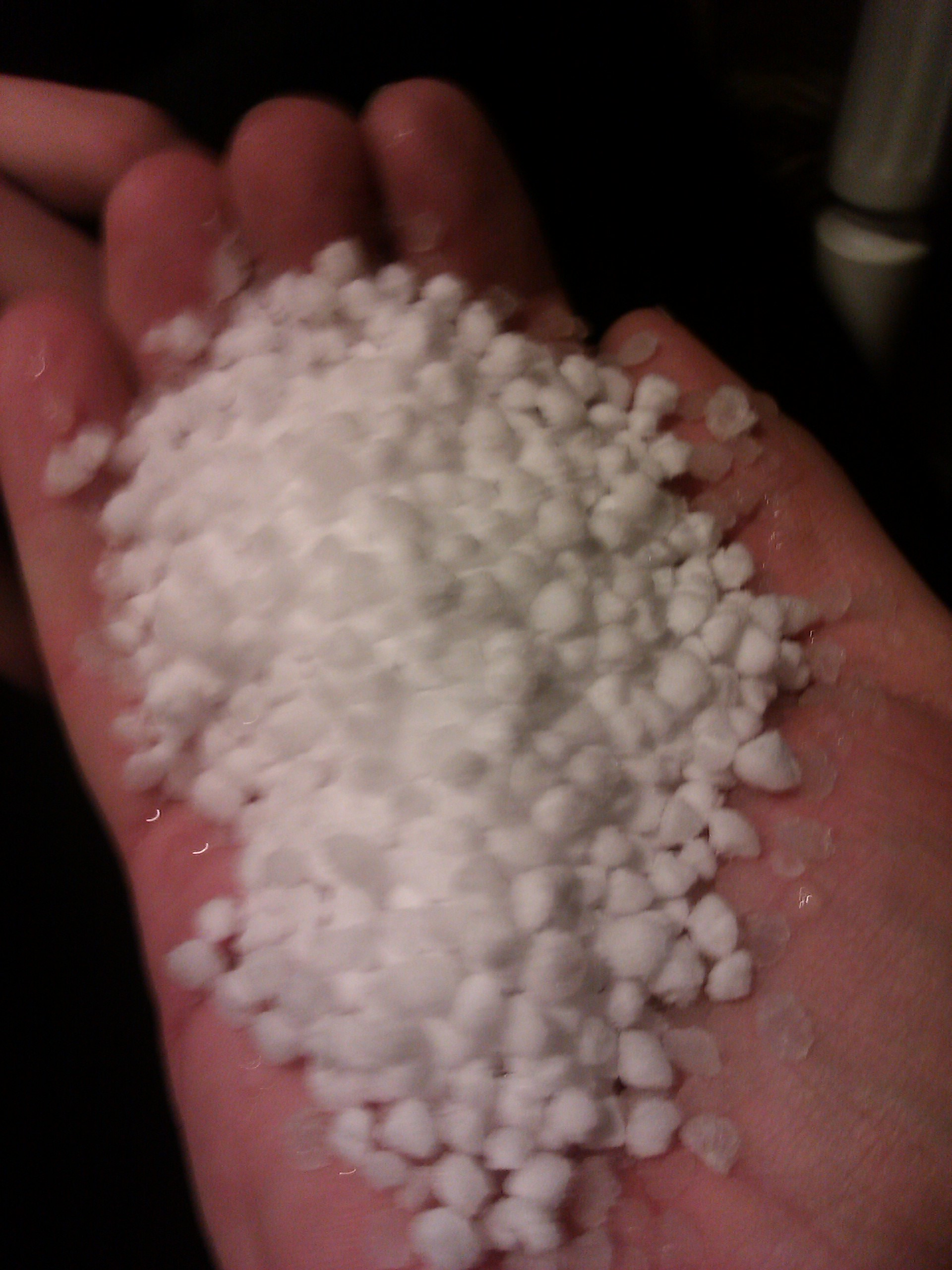

Se denomina granizo blando, graupel, granos de hielo, granizo suave, granizo menudo o granizo pequeño, a la precipitación que se forma cuando las gotículas subfundidas de agua en las nubes se condensan en torno a un cristal de hielo, formando así una piedra de escarcha de 5 mm de diámetro o menos. Los cristales de hielo actúan como núcleo de condensación en este proceso. Es un tipo de granizo muy fino.

## Proceso de Formación
Bajo ciertas condiciones atmosféricas, dentro de una nube los cristales de hielo convergen con gotículas de agua subfundidas. Estas gotículas, que tienen un diámetro de alrededor de 10 micras, pueden existir en estado líquido a temperaturas tan bajas como −40 °C (−40 °F), muy por debajo del punto de congelación normal. El contacto entre un cristal de hielo y las gotículas subfundidas da como resultado la congelación de las gotículas sobre la superficie del cristal. Este proceso de crecimiento de los cristales se conoce como "acreción". Al final de este proceso la forma hexagonal de los cristales de hielo desaparece y el hidrometeoro adquiere características similares al granizo pero en un tamaño menudo. El granizo blando suele distinguirse del granizo 'duro' en su resistencia, ya que el granizo ordinario que está constituido en varias capas duras, rebota al chocar contra el suelo, mientras que el granizo blando usualmente no rebota, sino que se deshace al caer; además el granizo ordinario se forma en nubes de tormenta, mientras que el granizo blando por lo general se forma en nubes de llovizna.
- Datos: Q16303385